# Jung Hae-in
Jung Hae-in (Seul, 1 de abril de 1988) é um ator e modelo sul-coreano. Ele fez sua primeira aparição na mídia no videoclipe do sub-grupo musical feminino AOA Black em "Moya" em 2013 e estreou oficialmente na série de televisão sul-coreana Bride of the Century no ano seguinte.
Hae-in ganhou reconhecimento notório por seu papel na série de televisão While You Were Sleeping de 2017 e por seu papel coadjuvante em Prison Playbook. Ele teve seu primeiro papel como protagonista no drama coreano Something in the Rain, e seguiu com One Spring Night em 2019. Jung ganhou um reconhecimento ainda maior como protagonista nas séries D.P. (2021) e Snowdrop (2021).

## Carreira

### Início de carreira
Hae-in adquiriu sua primeira experiência de atuação através de um musical na faculdade, no entanto, sua determinação de se tornar um ator foi estabelecida quando ele estava no serviço militar sul-coreano e perdeu cerca de 12 quilos, a fim de alcançar seu sonho. Ele estreou no ramo artístico com vinte e seis anos de idade.
Jung estreou oficialmente em 2014 na série de televisão Bride of the Century e, em seguida, apareceu no filme independente The Youth. No mesmo ano, ele foi escalado para a série histórica The Three Musketeers. Ele então apareceu em pequenos papéis e fez várias aparições menores em filmes e séries de 2014 a 2016. Uma de suas aparições memoráveis foi em Guardian: The Lonely and Great God como o parceiro amoroso de Kim Go-eun.

### 2017-presente: Aumento de popularidade e papéis principais
Em 2017, Jung ganhou popularidade notável com sua atuação na série de romance de fantasia While You Were Sleeping. Durante a exibição, ele foi uma das personalidades mais pesquisadas no site coreano Naver. Ele participou de dois filmes históricos, The King's Case Note e Conspiracy: Age of Rebellion, lançados no mesmo ano. Ele foi escalado para o elenco da série de comédia Prison Playbook, onde recebeu elogios por seu desempenho interpretando um capitão do Exército condenado por agredir um soldado em sua unidade que mais tarde veio a falecer.  Em 2018, Jung fez uma aparição em outro filme histórico Heung-boo: The Revolutionist, onde interpretou o personagem do Rei Heonjong. Ele conseguiu seu primeiro papel principal no drama de romance Something in the Rain ao lado da atriz Son Ye-jin. Após a exibição do drama, o ator teve um grande aumento na popularidade na Ásia. Mais tarde naquele ano, Jung foi escalado para o filme de romance de época Tune in for Love ao lado de Kim Go-eun.
Em 2019, Jung estrelou no filme juvenil Start-Up e também no drama de romance One Spring Night ao lado de Han Ji-min, dirigido pelo diretor e roteirista de Something in the Rain. Em 2020, Jung estrelou o drama A Piece of Your Mind ao lado de Chae Soo-bin. No mesmo ano, ele se juntou ao drama produzido JTBC e Disney+, Snowdrop, ao lado de Jisoo, que foi dirigido pelo escritor e produtor de Sky Castle. A estreia foi em dezembro de 2021.
Em 2021, Jung estrelou na série D.P. da Netflix. como um soldado da Polícia Militar encarregado de perseguir desertores. No mesmo ano, ele se juntou ao curta-metragem original da Watcha, Unframed, com Lee Je-hoon dirigindo e escrevendo o roteiro. Em 2022, Jung vai estrelar no drama do Disney+, Connect, que está programado para ir ao ar em dezembro. Jung está programado para estrelar na segunda temporada de D.P. na Netflix.

## Vida

### Educação
Jung Hae-in nasceu em 1º de abril de 1988 em Seul, Coreia do Sul. Ele se formou no Departamento de Entretenimento de Radiodifusão da Universidade de Pyeongtaek, onde participou de várias atividades, incluindo peças musicais.

### Alistamento militar
Hae-in alistou-se no exército quando tinha vinte e um anos de idade. Ele assinou um contrato com a agência FNC Entertainment depois de ser dispensado das forças armadas e se formar na faculdade.

## Filmografia

### Filmes
| Ano  | Título                            | Título                         | Papel                 | Notas           | Ref.          |
| Ano  | Inglês                            | Coreano                        | Papel                 | Notas           | Ref.          |
| ---- | --------------------------------- | ------------------------------ | --------------------- | --------------- | ------------- |
| 2014 | The Youth                         | 레디액션 청춘                  | Park Man-jae          | Papel Principal | [ 15 ]        |
| 2015 | Salut D'Amour                     | 장수상회                       | Kim Sung-chil (jovem) | Convidado       | [ 16 ]        |
| 2016 | The Moon of Seoul                 | 서울의 달                      | Ji Pyung              | Curta-metragem  | [ 17 ]        |
| 2017 | The King's Case Note              | 임금님의 사건수첩              | Heuk-woon             | Coadjuvante     | [ 18 ]        |
| 2017 | ko                                | 역모: 반란의 시대              | Kim Ho                | Papel Principal | [ 19 ]        |
| 2018 | Heung-boo: The Revolutionist      | 흥부                           | King Heonjong         | Coadjuvante     | [ 20 ]        |
| 2019 | Tune in for Love                  | 음악앨범                       | Cha Hyeon-o           | Papel Principal | [ 21 ]        |
| 2019 | Start-Up                          | 시동                           | Woo Sang-pil          | Papel Principal | [ 22 ]        |
| 2020 | P1H: The Beginning of a New World | 피원에이치: 새로운 세계의 시작 | Han                   | Convidado       | [ 23 ]        |
| 2021 | Unframed – Blue happiness         | 언프레임드 – 블루 해피니스     | Park Chae-young       | Curta-Metragem  | [ 24 ] [ 25 ] |
| TBA  | Veteran 2                         | 베테랑2                        | TBA                   | TBA             | [ 26 ] [ 27 ] |

### Séries de televisão
| Ano       | Título                             | Título                     | Papel                 | Notas                                  | Ref.   |
| Ano       | Inglês                             | Coreano                    | Papel                 | Notas                                  | Ref.   |
| --------- | ---------------------------------- | -------------------------- | --------------------- | -------------------------------------- | ------ |
| 2014      | Bride of the Century               | 백년의 신부                | Choi Kang-in          | Trabalho de estreia, coadjuvante       | [ 28 ] |
| 2014      | The Three Musketeers               | 삼총사                     | Ahn Min-seo           | Papel Principal                        | [ 29 ] |
| 2015      | Blood                              | 블러드                     | Joo Hyun-woo          | Coadjuvante                            | [ 30 ] |
| 2015      | Reply 1988                         | 응답하라 1988              | Ho-young              | Participação especial (Ep.13)          | [ 31 ] |
| 2016      | ko                                 | 그래, 그런거야             | Yoo Se-joon           | Coadjuvante                            | [ 32 ] |
| 2016      | Guardian: The Lonely and Great God | 쓸쓸하고 찬란하神 – 도깨비 | Choi Tae-hee          | Participação especial (Ep. 7–8)        | [ 33 ] |
| 2016–17   | Night Light                        | 불야성                     | Tak                   | Coadjuvante                            | [ 34 ] |
| 2017      | While You Were Sleeping            | 당신이 잠든 사이에         | Han Woo-tak           | Papel Principal (segundo protagonista) | [ 35 ] |
| 2017–18   | Prison Playbook                    | 슬기로운 감빵생활          | Captain Yoo Jeong-woo | Coadjuvante                            | [ 36 ] |
| 2018      | Something in the Rain              | 밥 잘 사주는 예쁜 누나     | Seo Joon-hee          | Papel Principal                        | [ 37 ] |
| 2019      | One Spring Night                   | 봄밤                       | Yoo Ji-ho             | Papel Principal                        | [ 38 ] |
| 2020      | A Piece of Your Mind               | 반의 반                    | Moon Ha-won           | Papel Principal                        | [ 39 ] |
| 2021–2022 | Snowdrop                           | 설강화                     | Lim Soo-ho            | Papel Principal                        | [ 40 ] |

### Séries de streaming
| Ano       | Título  | Título  | Papel      | Notas         | Ref.   |
| Ano       | Inglês  | Coreano | Papel      | Notas         | Ref.   |
| --------- | ------- | ------- | ---------- | ------------- | ------ |
| 2021–2023 | D.P.    | D.P.    | Ahn Jun-ho | Temporada 1–2 | [ 41 ] |
| 2022      | Connect | 커넥트  | Ha Dongsoo | Temporada 1   | [ 42 ] |